# آقبلاغ (اردبیل)
آقبلاغ یک روستا در ایران است که در استان اردبیل واقع شده‌است.